# 목숨보다 더한 것
"목숨보다 더한 것"은 1964년 공개된 대한민국의 영화이다.

## 배역
- 태현실
- 신영균
- 김승호
- 도금봉
- 황해
- 황정순
- 황해남
- 서영춘
- 김웅
- 임해림
- 이영
- 최창호
- 박민호
- 황도석
- 김옥경
- 박미영